# 李思林
李思林（英語：Nancy Lee，1972年3月3日—），中文樂壇天后歌手李玟的二姊。父親為印尼華僑，母親為湖北武漢人。曾參加1992年香港小姐競選，以第9名成績進入決賽。1997年與妹妹及大姊李秋林三人合唱一曲〈我的翅膀〉並拍攝MV，收錄於李玟同年的專輯《每一次想你》中。2008年任職香港管弦樂團市場推廣總監，曾任李玟經紀人兼造型師。2019年起成為 RT Management Limited 旗下藝人，代表作《快樂520》於2020年5月1日在騰訊視頻上線。2023年簽約無綫電視。

## 演出作品

### 電視劇
| 首播   | 劇名    | 角色   |
| ------ | ------- | ------ |
| 2020年 | 快樂520 | 雷蘭芳 |

### 電視節目（TVB）
- 2022年：《中年好聲音》 參賽者
- 2023年：《獎門人I Love爸爸感謝祭》

## 外部連結
- 李思林的Instagram帳戶
- 李思林的Facebook專頁
- 李思林的新浪微博
- 李思林的YouTube （页面存档备份，存于）